# Rousserolle mandchoue
Acrocephalus tangorum
Espèce
Synonymes
- Acrocephalus agricola tangorum La Touche, 1912[1]
- Acrocephalus bistrigiceps tangorum La Touche, 1912[1]

Répartition géographique
Statut de conservation UICN

 VU C2a(ii) : Vulnérable
La Rousserolle mandchoue (Acrocephalus tangorum) est une espèce d'oiseaux de la famille des Acrocéphalidés.

## Répartition
Cette espèce se reproduit dans le sud-est de la Russie et le nord-est de la Chine. Elle passe l'hiver au Laos, au Cambodge, en Thaïlande et en Malaisie (péninsule uniquement). Durant sa migration, elle peut être observée au Viêt Nam.

## Description
Dans sa description originale, l'auteur indique que les spécimens en sa possession (un mâle et une femelle adulte) mesurent environ 127 mm, avec des ailes de 53 mm, une queue de 53 mm et un tarse de 22 mm. 

## Étymologie
Son nom spécifique, tangorum, lui a été donné en l'honneur des deux frères Tang, « habiles collecteurs chinois » de John David La Touche (d).

## Publication originale
- (en) J. D. La Touche, « Description of a new species of Reed-Warbler (Acrocephalus tangorum) from N.E. Chihli, China », Bulletin of the British Ornithologists' Club, Londres, BOC, vol. 31, no 182,‎ 13 novembre 1912, p. 10-11 (ISSN 0007-1595 et 2513-9894, OCLC 1537351, lire en ligne).